# Selaginella gracilis
Selaginella gracilis là một loài dương xỉ trong họ Selaginellaceae. Loài này được Moore mô tả khoa học đầu tiên năm 1886.
Danh pháp khoa học của loài này chưa được làm sáng tỏ. 